# Sphaerotherium crassum
Sphaerotherium crassum är en mångfotingart som beskrevs av Butler 1878. Sphaerotherium crassum ingår i släktet Sphaerotherium och familjen Sphaerotheriidae. Inga underarter finns listade i Catalogue of Life.